# 微表情
微表情是一種人類在試圖隱藏某種情感時無意識做出的、短暫的面部表情。他們对应着七種世界通用的情感：厭惡、憤怒、恐懼、悲傷、快樂、驚訝和輕蔑。

## 历史
在1960年代，William Condon率先進行了針對瞬間互動的研究。在他著名的研究項目中，他逐幀地仔細觀察了一段四秒半的影片片段，每幀是二十五分之一秒。在對這段影片片段研究一年半之後，他已經可以明辨一些互動时的小動作，比如當丈夫把手伸過來的瞬間，妻子會以一種微弱的節奏移動她的肩膀。
美國心理學家John Gottman通過對情侶錄像來分析兩人間的互動。通過研究這些微動作，Gottman可以預言哪些情侶會繼續戀情，而哪些將會分手。

## 與生俱來的能力 —— 第歐根尼項目
第歐根尼項目後來改名为奇才項目。在這個研究項目中，保罗·艾克曼和Maureen O'Sullivan博士等研究者們發現，通過這些短時間的表情可以識別難以發現的情感，進而識別謊言。大多數人都無法識別自己或者別人的微表情，只有占很小比例的人們擁有識別微表情的天賦。奇才項目的研究者們稱這些人為“真相奇才”。目前為止，奇才項目僅在20000人中找到了50多人有此能力。除了藉助其他線索，真相奇才們可以通過微表情來測定某人是否是在說實話。科學家們希望對這些奇才的研究可以在未來改善測謊技術。

## 訓練
艾克曼聲稱，任何人經過訓練都可以更容易地識別微表情。
保罗·艾克曼、Dr. David Matsumoto和Mark Frank共同創造了“微表情訓練工具”(Microexpression Training Tool, METT 1)，這是第一個用於增強識別微表情能力的完善工具。艾克曼和Matsumoto決定繼續開發這個訓練工具的下一個版本METT 2。

## 流行文化
微表情及相關科學是福克斯公司在2009年推出的電視劇《別對我撒謊》的核心內容。香港的電視劇《讀心神探》亦同樣以微表情為主題貫穿一連串的罪案。
此外，大眾讀本《瞬間決斷》亦是以同樣的道理，指我們日常所作出的決定，依靠的可能只是日常生活中對無意識的幾分之一秒的變化作出的反應，而這些變化就好像微表情一樣。

## 影視作品
- 別對我撒謊
- 讀心神探